# Sorood-e Jomhoori-e Eslami
Sorood-e Jomhoori-e Eslami este imnul național din Iran. A fost adoptat în 1990, înlocuind imnul Payandeh Bada Iran.